# Anne Fletting
Anne Fletting (* 25. Juli 1960 in Odense) ist eine dänische Schauspielerin.

## Leben
Anne Fletting wuchs in Odense auf. Nach ihrem Abitur absolvierte sie von 1979 bis 1983 an der Staatlichen Theaterschule in Kopenhagen ihre Schauspielausbildung. Ihr Bühnendebüt als Darstellerin hatte sie im Jahr 1983 am Odense Teater. Danach gastierte sie auch am Aarhus Teater, am Folketeatret, Gladsaxe-Theater, Aalborg-Theater oder am Königlichen Theater Kopenhagen.
Seit 1977 stand sie in mehreren Filmen und Fernsehserien als Schauspielerin vor der Kamera. Zudem ist sie als Synchronsprecherin für Animationsfilme und Zeichentrickfilme tätig.
Anne Fletting ist mit dem Schauspieler Henning Sprogøe verheiratet. Aus der Ehe gingen zwei Söhne hervor, der Schauspieler Mathias Sprogøe Fletting und der Kameramann Johannes Sprogøe Fletting. Das Ehepaar wohnt im Kopenhagener Stadtteil Vanløse.

## Filmografie
- 1977: Pas pa ryggen, Professor!
- 1987: Een Gang Strømer (Sitcom)
- 1989: Tanzen mit Regitze (Dansen med Regitze)
- 1997: Bryggeren (Fernsehserie)
- 2006: Nach der Hochzeit (Efter brylluppet)
- 2009: Implosion
- 2020: Helden der Wahrscheinlichkeit (Retfærdighedens ryttere)
- 2020: Cry Wolf (Ulven kommer, Fernsehserie)
- 2022: The Dreamer: Becoming Karen Blixen (Drømmeren, Fernsehserie)
- 2023: Camino